# Токсикодендрон разнолопастный
Токсикоде́ндрон разнолопастный (лат. Toxicodendron diversilobum) — ядовитый листопадный деревянистый кустарник или лиана, произрастающий в Северной Америке. В английском языке его обычно называют западным ядовитым дубом или тихоокеанским ядовитым дубом в силу некоторой внешней схожести его листьев с листьями дубов.

## Распространение
Встречается в основном в западной части Северной Америки, от тихоокеанского побережья до Сьерра-Невады и Каскадных гор между южной Британской Колумбией и на юг до Нижней Калифорнии. Очень обычен в этом регионе и является здесь доминирующим видом рода. Также это один из самых распространённых древесных кустарников Калифорнии.

## Ботаническое описание
Растение очень вариативно и растёт как плотный кустарник, 0,5—4 м высотой, на солнечных местах или как лазающая лиана, 3—10 м длиной, в тени. Сложные листья разделены на три листочка (реже пять или семь), 35—100 мм длиной, с заострёнными, зубчатыми или ровными краями. В зависимости от времени года листья могут приобретать разные оттенки красного, жёлтого или зелёного цвета. Цветки двудомные, мелкие, невзрачные. Плод представляет собой беловатую ребристую костянку. Размножается растение семенами или ползучими ризомами.

## Токсичность
Масла, находящиеся на поверхности листьев и ветвей токсикодендрона, содержат токсин урушиол, воздействующий на кожу при прикосновении к растению и вызывающий дерматит с сильным зудом и образованием волдырей. Жители Калифорнии учатся распознавать это растение по поговорке «листьев три — обходи» (англ. leaves of three, let it be).